# Yukie Kawamura
Cette page contient des caractères spéciaux ou non latins. S’ils s’affichent mal (▯, ?, etc.), consultez la page d’aide Unicode.
 (mai 2014).
Si vous disposez d'ouvrages ou d'articles de référence ou si vous connaissez des sites web de qualité traitant du thème abordé ici, merci de compléter l'article en donnant les références utiles à sa vérifiabilité et en les liant à la section « Notes et références ».
Yukie Kawamura (川村ゆきえ, Kawamura Yukie, de son vrai nom 川村雪恵, même prononciation) est une actrice japonaise, mannequin et "gravure idol", née le 23 janvier 1986 à Hokkaido au Japon.

## Biographie
Dès l'âge de dix-sept ans, elle a été une des rares étudiantes à être choisies par Seikore, un célèbre casting pour les étudiantes qui veulent devenir « idols » au Japon. Son succès immédiat l'a rapidement rendue très populaire au Japon et son premier book de photos a été en rupture de stock dès la première semaine.  Elle n'a jamais posé nue, mais ses photos sont sexy, souvent en bikini ou en lingerie.
Elle mesure 158 cm, son tour de taille est de 60 cm.
En 2006, Yukie Kawamura a tourné son premier film pour le grand écran, avec un 1er rôle dans Kikyu kurabu, sonogo de Shion Sono.

## Filmographie

### Cinéma
- 2006 : Kikyū Kurabu, Sono go : Midori
- 2008 : Kuchisake-onna 2
- 2009 : Hitori Kakurenbo
- 2009 : Vampire Girl vs. Frankenstein Girl (Kyûketsu Shôjo tai Shôjo Furanken) : Monami
- 2010 : Rosuto Kuraimu: Senkô
- 2010 : Kingu gemu

### Télévision
- 2008 : Mitarai zemi no rikei na nichijo (Série TV)